# Coleman Hawkins
Coleman Randolph Hawkins (St. Joseph (Missouri), 21 november 1904 – New York, 19 mei 1969) was een Amerikaans jazzmuzikant. Hij wordt beschouwd als de eerste grote jazz-tenorsaxofonist. Hij kreeg de achternaam van zijn moeder als voornaam.
Hij was een van de pioniers van de jazzmuziek en heeft met name de saxofoon een hechte plaats binnen de jazz gegeven. Vandaar zijn bijnaam 'Vader van de tenorsaxofoon'. 

## Begin
Coleman Hawkins begon op 5-jarige leeftijd op piano en wat later speelde hij ook cello. Op zijn negende verjaardag kreeg hij een populaire en goedkope C-melodysax. Die was wat kleiner dan een tenorsax, maar voor een kind toch een groot instrument. De jonge Coleman was er niettemin bezeten van.
Al op zijn 12e jaar trad hij regelmatig met anderen op. Zijn grote kans kwam toen hij 16 was en hij door de toen razend populaire vaudeville-zangeres Mamie Smith voor haar showband The Jazz Hounds werd gevraagd. Hij speelde er zowel cello als saxofoon, waarbij hij de C-melodysax al snel inruilde voor de tenorsax.

## Chicago
Zijn eerste standplaats was Chicago, in die tijd van de 'drooglegging' de eerste jazzstad waar ook bijna alle muzikanten vanuit New Orleans naartoe getrokken waren. Onder deze muzikanten waren onder andere King Oliver, Jelly Roll Morton en Louis Armstrong. Bovendien was Chicago de stad was waar jonge blanke musici als Benny Goodman, Bix Beiderbecke en Glenn Miller opgroeiden.

## New York
Al snel speelde Hawkins ook met topmusici in New York. Hij verliet Mamie Smith in 1923 om onder meer te gaan werken met het Fletcher Hendersons orkest, waar ook Louis Armstrong een jaar lang speelde.
Onder invloed van pionier Adrian Rollini bespeelde Coleman daar korte tijd ook de grote bassaxofoon en regelmatig ook de klarinet en de baritonsax. De tenorsax zou echter zijn grote liefde blijven. Het was in deze periode dat zijn spel tot rijpheid kwam en zijn naam voorgoed werd gevestigd.

## Europa en Nederland
In 1934 was Hawkins aan verandering toe en vertrok naar Engeland voor een engagement met het toen beroemde orkest van Jack Hylton. Een jaar later had Hylton een tournee in Duitsland, waar toen al geen zwarte Amerikanen werden toegelaten. Daarom reisde Coleman door naar Nederland, van waar hij regelmatig een uitstapje maakte naar Parijs en Zwitserland. Gelukkig zijn in die periode veel platen gemaakt, onder andere met het Nederlandse orkest The Ramblers met zang van Annie de Reuver en met musici van het Quintette du Hot Club de France, Django Reinhardt en Stéphane Grappelli.

## Terugkeer
Net voor het uitbreken van de Tweede Wereldoorlog keerde Hawkins in 1939 naar New York terug, waar hij op 1 oktober in Kelly's Stables Body and Soul opnam, dat hem op slag wereldfaam opleverde, ook buiten jazzkringen. Hij ging nu zijn meest vruchtbare periode in en met alle groten van de jazz maakte hij de ene opname na de andere, met name ook met jonge muzikanten die een nieuwe muziekvorm hadden bedacht: de bebop.

## Invloeden
Zijn muzikale smaak was zeer gevarieerd en hij bezat veel platen van Chopin en Schumann tot Mahler en Strauss, maar Bach was ongetwijfeld zijn grootste favoriet en diens muziek hield hij ook altijd aan jonge musici als voorbeeld voor. Hij was zelf een goede pianist en speelde ook veel klassiek op zijn Steinwayvleugel. 
Hij koesterde de zwaar vergulde saxofoon die hij persoonlijk van Maurice Selmer, directeur van de gelijknamige saxofoon'fabriek', had ontvangen. Maar eind jaren 40 werd de voorbeeldfunctie van zijn sonore speelstijl verdrongen door het vibratoloze spel van zijn tegenspeler Lester Young. Pas na het door Miles Davis afgekondigde tijdperk van de cool-jazz werd de invloed van zijn stijl weer hoorbaar in het spel van musici als Sonny Rollins en - eind jaren 60 - Archie Shepp.

## Blijvend aan de top
Coleman Hawkins bleef zelf ook in de jaren 50 volop actief en hij speelde een prominente rol in het reizende muzikale 'circus' van Norman Granz met zijn fameuze 'Jazz at the Philharmonic'.
Daarnaast speelde hij op - vaak door Granz georganiseerde - festivals, zoals het fameuze Newport Jazz Festival. In 1959 speelde hij zelfs nog een versie van zijn beroemde Body and Soul,  die volgens velen nog beter was dan het origineel uit 1939. Hawkins bleef productief en verzorgde ook prachtige solo's op het Benny Carter-album "Further Definitions" en bij het orkest van Duke Ellington.
Er is geen tweede voorbeeld van een jazzmusicus, die zonder zijn eigen stijl te verloochenen in de voorste gelederen is blijven spelen tot aan zijn dood toe. Eerst onder meer als jongeman samen met de jonge Louis Armstrong, later met de topbopper Dizzy Gillespie en in de jaren zestig met John Coltrane. Dankzij zijn verbluffende muzikale intelligentie bleef hij in staat om nieuwe invloeden en ontwikkelingen tot zich te nemen.

## Bijzondere opnamen
- One Hour, Hello Lola (1929), met Red McKenzie, Gene Krupa en Glenn Miller
- It's the Talk of the Town (1933), met Fletcher Henderson and his Orchestra
- Honeysuckle Rose, Crazy Rhythm (1937), opname uit Parijs met Benny Carter en Django
- Body and Soul (1939)
- The Man I Love, Sweet Lorraine (1943), trio-opname met Oscar Pettiford en Eddie Heywood
- I Only Have Eyes for You, I'm in the Mood for Love, Bean at the Met (1944), met Teddy Wilson en Roy Eldridge
- Picasso (1948), befaamde solo-opname
- Crazy Rhythm, Honeysuckle Rose, Body and Soul (1961), op het Carter-album 'Further Definitions'
- Self Portrait of the Bean, Mood Indigo (1962), met het Duke Ellington orkest

## Verzamel-cd's
Een deel van deze afzonderlijke opnamen is eveneens te vinden op de cd 'Ken Burns Jazz: Coleman Hawkins' (Verve, 2000). Dit is een spin-off van de omvangrijke PBS-productie Ken Burns Jazz, die in 12 afleveringen op de televisie werd vertoond.
Een andere aanrader is de voordelige 4 cd-box 'The Bebop Years' van het Engelse Proper. In 88 uitstekend gedocumenteerde opnamen passeren hier de productieve jaren veertig de revue, te beginnen met 'Body and Soul'.
Een ruimer tijdsbestek bestrijkt 'A Retrospective 1929-1963' op RCA (1995), dat op 2 cd's 34 jaar aan opnamen op Victor-labels weergeeft. Dit omvat tevens vroege klassiekers en de originele 1939 sessie met 'Body and Soul'.